# البوذية في الشرق الأوسط

موقع التمثال الأكبر لبوذا بعد تدميره من قبل طالبان.

تشير التقديرات إلى أن أكثر من 900 ألف شخص في الشرق الأوسط يعتنقون البوذية كدينهم. يشكل أتباع البوذية ما يزيد قليلاً عن 0.3% من إجمالي سكان الشرق الأوسط. العديد من هؤلاء البوذيين هم عمال هاجروا من أجزاء أخرى من آسيا إلى الشرق الأوسط منذ أواخر التسعينيات، والعديد منهم يأتون من بلدان بها أعداد كبيرة من السكان البوذيين، مثل الصين وفيتنام وتايلاند وسريلانكا ونيبال .

## التركيبة السكانية
بوذية تيرافادا هي الديانة السائدة للعمال من تايلاند وسريلانكا. البوذية ماهايانا هي الديانة السائدة للعمال من شرق آسيا وفيتنام، على الرغم من أن الطاوية والكونفوشية والشنتو موجودة أيضًا بين هؤلاء الأشخاص. وفي دبي ( الإمارات العربية المتحدة )  وقطر  سُمح للعمال من سريلانكا بالاحتفال بالفيساك (أهم عطلة في البوذية) في تلك البلدان الإسلامية .

## السعودية
وتشير التقديرات إلى أن هناك 13.49 مليون مقيم أجنبي يعيشون ويعملون في المملكة العربية السعودية . 
وبالإضافة إلى 400 ألف سريلانكي ، هناك بضعة آلاف من العمال البوذيين من شرق آسيا ، وأغلبهم من الصينيين والفيتناميين والتايلنديين . قد يكون أيضًا عدد من المهاجرين التبتيين النيباليين من بين السكان الأجانب في المملكة العربية السعودية. وفقًا لتقرير عام 2020 الصادر عن جمعية أرشيف البيانات الدينية ، يشكل البوذيون حوالي 0.33% من السكان السعوديين مع عدم توفر بيانات شاملة عن الأجانب. 

## قطر
في عام 2020، كانت البوذية ممثلة بما يتراوح بين 1.8-3.8% من سكان قطر،وتتألف بشكل رئيسي من العمال المهاجرين من جنوب شرق آسيا وشرق آسيا وخاصة من الصين وكوريا الجنوبية واليابان وفيتنام.
النسب البوذية في الشرق الأوسط